# Гастингс, Эдуард, 2-й барон Гастингс из Эшби де Ла Зуш
Эдуард Гастингс (англ. Edward Hastings; 26 ноября 1466 — 8 ноября 1506) — английский аристократ, 2-й барон Гастингс из Эшби де Ла Зуш с 1483 года. Рыцарь Бани, член Тайного совета.

## Биография
Эдуард Гастингс принадлежал к знатному роду, известному с XI века. Он родился в 1466 году и стал старшим сыном Уильяма Гастингса, 1-го барона Гастингса из Эшби де Ла Зуш, и Кэтрин Невилл, в первом браке — баронессы Харингтон. Старшей единоутробной сестрой Эдуарда была Сесилия Бонвилл, жена Томаса Грея, пасынка короля Эдуарда IV. 1-й барон Гастингс был ближайшим соратником короля, так что Эдуарду было уготовано место в рядах высшей английской аристократии.
В 1475 году юный Гастингс был посвящён в рыцари Бани. Между 1478 и 1480 годами отец женил его на Мэри Хангерфорд, наследнице земель и титулов баронов Хангерфорд и Ботро. В 1483 году, после захвата власти Ричардом III, барон Уильям был казнён как изменник, но спустя всего два года престол занял Генрих VII Тюдор, женившийся на единокровной сестре Томаса Грея Елизавете Йоркской. После этого сэр Эдуард восстановил свои позиции при дворе. В 1485 году он стал верховным управляющим Лестершира и констеблем Лестерского замка, в 1488 — главным лесничим Саутвуда. В 1504 году барон получил место в Тайном совете.
Эдуард Гастингс умер в ноябре 1506 года в возрасте 40 лет.

## Семья
В браке Эдуарда Гастингса и Мэри Хангерфорд, дочери Томаса Хангерфорда и Энн Перси, родились:
- Джордж (1488—1544), 1-й граф Хантингдон[7];
- Уильям[8];
- Энн (1485—1550), жена Томаса Стэнли, 2-го графа Дерби[9].

Баронесса после смерти сэра Эдуарда вышла замуж во второй раз — за сэра Ричарда Сашеверелля.